# Sepullia stali
Sepullia stali är en insektsart som beskrevs av Hesse 1925. Sepullia stali ingår i släktet Sepullia och familjen spottstritar. Inga underarter finns listade i Catalogue of Life.